# Hongarije op de Olympische Winterspelen 1948
Tijdens de Olympische Winterspelen van 1948, die in Sankt Moritz (Zwitserland) werden gehouden, nam Hongarije voor de vijfde keer deel.

## Medailleoverzicht
| Sport       | Olympiër                  | Discipline | Medaille |
| ----------- | ------------------------- | ---------- | -------- |
| Kunstrijden | Andrea Kékessy Ede Király | paarrijden | Zilver   |

## Deelnemers en resultaten

### Alpineskiën
| Olympiër      | Discipline     | Resultaat | Prestatie                                                                        |
| ------------- | -------------- | --------- | -------------------------------------------------------------------------------- |
| Károly Kovári | afdaling (m)   | 65e       | 3.49,1 (+54,1)                                                                   |
| Károly Kovári | combinatie (m) | 46e       | 48,35 punten (+45,08) afdaling: 29,91 p (3.49,1) slalom: 18,44 p (1.32,5+1.24,2) |
| György Libik  | afdaling (m)   | 77e       | 3.55,3 (+1.00,3)                                                                 |
| György Libik  | slalom (m)     | dq        | diskwalificatie                                                                  |
| Lajos Máté    | afdaling (m)   | 84e       | 4.09,0 (+1.14,0)                                                                 |
| Lajos Máté    | slalom (m)     | 48e       | 3.00,6 (+50,3) 1.40,1+1.20,5                                                     |
| Lajos Máté    | combinatie (m) | 66e       | 89,62 punten (+86,35) afdaling: 40,83 p (4.09,0) slalom: 48,79 p (2.19,3+1.46,2) |
| Sándor Mazány | afdaling (m)   | 49e       | 3.31,4 (+36,4)                                                                   |
| Tamás Székely | afdaling (m)   | 52e       | 3.36,0 (+41,0)                                                                   |
| Tamás Székely | slalom (m)     | 35e       | 2.42,7 (+32,4) 1.26,9+1.15,8                                                     |
| Tamás Székely | combinatie (m) | 35e       | 37,79 punten (+34,52) afdaling: 22,62 p (3.36,0) slalom: 15,17 p (1.28,4+1.20,9) |
| Péter Szikla  | afdaling (m)   | 48e       | 3.30,4 (+35,4)                                                                   |
| Péter Szikla  | slalom (m)     | 25e       | 2.29,2 (+18,9) 1.15,1+1.14,1                                                     |
| Péter Szikla  | combinatie (m) | 30e       | 29,14 punten (+25,87) afdaling: 19,75 p (3.30,4) slalom: 9,39 p (1.24,1+1.12,1)  |
| Anikó Iglói   | afdaling (v)   | 36e       | 3.07,1 (+38,8)                                                                   |
| Anikó Iglói   | slalom (v)     | 22e       | 2.48,9 (+51,7) 1.30,2+1.18,7                                                     |
| Anikó Iglói   | combinatie (v) | dnf       | opgave afdaling: 3.07,1 slalom: opgave                                           |

### Kunstrijden
| Olympiër                  | Discipline | Resultaat | Prestatie                 |
| ------------------------- | ---------- | --------- | ------------------------- |
| Ede Király                | mannen     | 5e        | pc. 42,0; 174,400 punten  |
| Mária Saáry               | vrouwen    | 17e       | pc. 142,0; 140,944 punten |
| Éva Lindner               | vrouwen    | 21e       | pc. 192,0; 134,188 punten |
| Andrea Kékessy Ede Király | paarrijden | Zilver    | pc. 26,0; 11,109 punten   |
| Marianna Nagy László Nagy | paarrijden | 7e        | pc. 89,0; 9,909 punten    |

### Langlaufen
| Olympiër            | Discipline | Resultaat | Prestatie        |
| ------------------- | ---------- | --------- | ---------------- |
| András Harangvölgyi | 18 km (m)  | 49e       | 1:28.10 (+14.20) |
| Imre Beták          | 18 km (m)  | 57e       | 1:29.24 (+16.34) |

### Schaatsen
| Olympiër       | Discipline   | Resultaat | Prestatie         |
| -------------- | ------------ | --------- | ----------------- |
| Ákos Elekfy    | 500 m (m)    | 34e       | 46,8 (+3,7)       |
| Ákos Elekfy    | 5000 m (m)   | 29e       | 9.18,6 (+49,2)    |
| János Kilián   | 500 m (m)    | 14e       | 44,8 (+1,7)       |
| János Kilián   | 1500 m (m)   | 15e       | 2.22,5 (+4,9)     |
| János Kilián   | 10.000 m (m) | 16e       | 20.23,8 (+2.57,5) |
| Gedeon Ladányi | 1500 m (m)   | 39e       | 2.31,3 (+13,7)    |
| Gedeon Ladányi | 5000 m (m)   | 35e       | 9.30,2 (+1.00,8)  |
| Kornél Pajor   | 500 m (m)    | 21e       | 45,7 (+2,6)       |
| Kornél Pajor   | 1500 m (m)   | 14e       | 2.22,2 (+4,6)     |
| Kornél Pajor   | 5000 m (m)   | 10e       | 8.45,2 (+15,8)    |
| Kornél Pajor   | 10.000 m (m) | 4e        | 17.45,6 (+19,3)   |
| Iván Ruttkay   | 500 m (m)    | 37e       | 47,4 (+4,3)       |
| Iván Ruttkay   | 1500 m (m)   | 10e       | 2.21,2 (+3,6)     |
| Iván Ruttkay   | 5000 m (m)   | 13e       | 8.46,9 (+17,5)    |
| Iván Ruttkay   | 10.000 m (m) | 15e       | 20.16,5 (+2.50,2) |

### Schansspringen
| Olympiër      | Discipline | Resultaat | Prestatie                  |
| ------------- | ---------- | --------- | -------------------------- |
| Ferenc Hemrik | mannen     | 34e       | 183,3 punten (53,0+61,0 m) |
| Pál Ványa     | mannen     | dnf       | opgave                     |

Argentinië · België · Bulgarije · Canada · Chili · Denemarken · Finland · Frankrijk · Griekenland · Groot-Brittannië · Hongarije · IJsland · Italië · Joegoslavië · Libanon · Liechtenstein · Nederland · Noorwegen · Oostenrijk · Polen · Roemenië · Spanje · Tsjecho-Slowakije · Turkije · Verenigde Staten · Zuid-Korea · Zweden · Zwitserland